# Trichodes affinis
Trichodes affinis ist ein Käfer aus der Familie der Buntkäfer (Cleridae). Die ostmediterrane Art ist nur schwer von den anderen rund dreißig europäischen Arten zu unterscheiden, deren Unterscheidungsmerkmale häufig auf der Körperunterseite liegen.

## Bemerkungen zum Namen
Der Käfer wurde erstmals 1843 von Chevrolat nach Exemplaren von Ägypten aus dem Museum Olivieri beschrieben. Chevrolat beginnt die Beschreibung des Käfers mit der Bemerkung, dass die Art ähnlich sei zu der von Illiger beschriebenen Art Clerus faviarius. Deswegen gibt er ihm den Artnamen affinis, was bei wissenschaftlichen Artnamen die nahe Verwandtschaft zum Ausdruck bringt. Der Gattungsname Trichodes (von altgr. τριχόδης „trichōdes“ für „haarig“) spielt auf die deutliche Körperbehaarung der Käfer der Gattung an.
Spinola beschrieb 1844 ebenfalls einen Käfer mit dem Namen Trichodes affinis, es handelte sich dabei jedoch um eine Variante von Trichodes apiarius.

## Merkmale des Käfers
Der Käfer erreicht bei einer Länge von 13 Millimetern und eine Breite von 4,5 Millimeter. Er ist überall lang abstehend behaart.
Der Kopf ist fast so breit wie der Halsschild. Die großen Augen sind annähernd rund, am Vorderrand tief parallel und bis zur Augenmitte ausgebuchtet. Die Fühler elfgliedrig, die letzten drei Fühlerglieder bilden eine kompakte abgeplattete Keule, die zur Spitze hin gestutzt und einseitig zu einem Zipfel ausgezogen ist. Die Fühlerkeule ist dunkel, teilweise bräunlich. Die Mundwerkzeuge zeigen nach unten. Die Oberlippe ist ausgerandet. Die Oberkiefer sind an der Spitze zweizähnig.  Die Kiefertaster sind viergliedrig. Das letzte Kiefertasterglied ist zugespitzt. Die Lippentaster sind dreigliedrig mit beilförmigem Endglied.
Der Halsschild verschmälert sich nach hinten und hat einen wulstig aufgetriebenen Vorderrand. Er ist im mittleren Bereich gedrängt und grob punktiert, im vorderen und Hinteren Bereich ist die Punktierung feiner und zerstreuter.

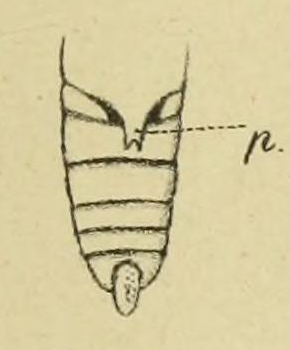
Abb. 1 (K. Escherich 1893): Teilansicht der Unterseite, p=processus metasterni

Die orangenfarbenen Flügeldecken tragen zwei blauschwarze oder blaugrüne breite Querbinden, die beide gewöhnlich nicht den Flügeldeckenrand erreichen. Die hintere Querbinde sitzt rechtwinklig auf der Längsachse und ist annähernd rechteckig. Die vordere Querbinde ist nach vorn geschwungen, verschmälert sich etwas nach außen. Sie wird von Chevrolat als ankerförmig bezeichnet. Außerdem sind ein grob rechteckiger Fleck um das Schildchen, die Flügeldeckennaht und ein auf die Spitzen beider Flügeldecken ausgedehnter etwa halbkreisförmiger Fleck (Apikalmakel) von der gleichen Farbe wie die Querbinden. Die Apikalmakel erreicht in der Unterart Tr. affinis affinis nicht den Flügeldeckenrand, bei der Unterart Tr. affinis apicalis dagegen erreicht er die Nahtspitze. Die Schulterecken tragen keine Makeln. Die Flügeldecken sind grob und mäßig dicht in Längsreihen punktiert.
Das letzte Abdominalsternit ist auch beim Männchen nicht zangenförmig.
Das Metasternum des Männchen trägt zwei lange schmale Wülste, die nach hinten hervorspringen (Abb. 1).
Die Beine sind durchschnittlich kräftig, die Schenkel der Hinterbeine beim Männchen deutlich dicker als beim Weibchen. Die fünfgliedrigen Tarsen sind scheinbar alle viergliedrig, da das erste Tarsenglied sehr klein ist. Die zweiten bis vierten Tarsenglieder tragen auf der Unterseite lappige Fortsätze. Die Klauen sind einfach. Die Sporne der Hinterschienen sind deutlich gebogen.

## Biologie
In Israel wurden Larven in verrottetem Holz gefunden, die sich im September verpuppten. Die Käfer schlüpften drei Wochen später. Im Freien findet man die Käfer von Februar bis Mai, laut iNaturalist sind sie Mitte März am häufigsten.

## Verbreitung
Man findet die Art im östlichen Mittelmeerraum (Griechenland, der Türkei, Zypern, dem Libanon, Palästina, dem historischen Syrien bis nach Ägypten). Eine Verbreitungskarte findet sich im Internet.